# Ruth Nestvold
Ruth Nestvold (n. 1958, Washington, D.C., District of Columbia, SUA) este o scriitoare americană de science fiction și fantasy. Născută în statul Washington și crescută în Oregon, locuiește acum în Stuttgart, Germania, unde lucrează la traducerea unor lucrări tehnice.
Prima ei publicație profesională a fost  "Latency Time" [„Timpul de latență”], publicată în revista Asimov's Science Fiction în 2001. De atunci, lucrările ei de ficțiune scurtă au apărut în numeroase publicații, printre care Realms of Fantasy, Sci Fiction, Strange Horizons, Futurismic și în antologii cu cele mai bune lucrări ale anului (ca de exemplu în The Year's Best Science Fiction). În 2004, romanul ei „Looking Through Lace” a fost preselecționat la Premiul Tiptree și nominalizat la Premiul Sturgeon. În 2007, traducerea italiană Il linguaggio segreto a primit „Premio Italia” pentru cea mai bună lucrare de science fiction sau fantasy tradusă în limba italiană în 2006. Povestirea ei "Mars: A Traveler’s Guide" [„Marte: Ghidul călătorului”] a fost finalistă pentru premiul Nebula 2008 pentru cea mai bună povestire. De asemenea, ea este o colaboratoare obișnuită a The Internet Review of Science Fiction.
În 2014 i s-a publicat romanul Chameleon in a Mirror de către Red Dragon Books.
Nestvold este absolventă a [atelierului de lucru] Clarion West Writers Workshop 1998.

## Traduceri
- „Ieșire fără salvare” („Exit Without Saving”), Sci-Fi Magazin, Numărul 6 (martie 2008)
- „Canadianul aproape reîntors din stele” de Jay Lake și Ruth Nestvold („The Canadian Who Came Almost All the Way Home from the Stars” din 2005), Antologiile Gardner Dozois, vol. 2, ianuarie 2008

## Legături externe
- Ruth Nestvold's official web page
- Announcement of the winners of the Premio Italia awards (in Italian)

- Ruth Nestvold la Internet Speculative Fiction Database